# Nitra (grad)
Nitra (mađ. Nyitra/Nyitria, njem. Neutra) je grad u Nitranskom kraju u zapadnoj Slovačkoj. Grad je upravno središte Okruga Nitra i Nitranskog kraja. 

## Zemljopis
Nitra leži na nadmorskoj visini od 190 metra i obuhvaća površinu od 100,48 četvornih kilometara, a nalazi se u dolini rijeke Nitre u podunavskoj nizini, gdje se nalazi veći dio grad, manji dio nalazi se na planini Tribeč. Od glavnog grada Slovačke Bratislave udaljena je 92 km, a od Banske Bistrice 118 km. Drugi manje značajniji gradovi u blizini su Trnava na zapadu 53 km, Topoľčany na sjeveru 35 km, Levice na istok 42 km, Nové Zámky 37 km i Komárno 71 km na jugu. Nacionalni prirodni rezervat Zoborská lesostep nalazi se unutar gradskih granica.

## Povijest
Nitra je jedan od najstarijih gradova u Slovačkoj. U 4. st.p.K. je na lokaciji Martinský vrch postojalo keltsko naselje. Kasnije su na tom prostoru živjeli Kvadi (germansko pleme) i na prostoru Nitre im je bilo sjedište.
Slavenski karakter Nitre datira iz kasnog 5. stoljeća. Poznata je kao grad koji je prvi u tom dijelu Europe dobio crkvu 828. godine, a u njoj se nalazilo sjedište Nitranske kneževine prve slavenske države na tom prostoru koja se smatra pretečom današnje Slovačke. Nitranska kneževina je obuhvaćala prostor današnje Slovačke, dijelova Austrije i Mađarske sve do Drave, tako da je graničila s Panonskom Hrvatskom, a obuhvaćala je i današnju hrvatsku Baranju. Od 833. je dio Velikomoravske Kneževine. 880. godine je u Nitri osnovana biskupija.
907. godine su Velikomoravsku kneževinu srušili Mađari i Nitra je postala dio Mađarskog Kraljevstva. 1001. ju je zauzeo poljski kralj Boleslav I. Hrabri i bila je dio Poljske do 1030. godine. Kasnije je Nitra imala autonomni status i bila dio Nitranske župe unutar Mađarskog kraljevstva. 1248. joj je kralj Bela IV. dao status slobodnog kraljevskog grada. Taj status je imala 40 godina, a kasnije je došla pod upravu grofova Csák. Nakon Mohačke bitke 1526. su Turci zauzeli srednju Ugarsku i došli do Nitre. Nekoliko puta su ju napadali i osvojili 1663. Habsburgovci su ju oslobodili 1685. U 18. st. je grad obnovljen u baroknom stilu.
1848. je grad stekao autonomni status. Kasnije se razvija industrija koja se temelji na poljoprivrednim proizvodima iz okolice. 1876. je sagrađena željeznica. Mađari provode politiku mađarizacije i zatomljuju želju Slovaka za većom samostalnošću. Nakon 1. svj. rata je Nitra dio Čehoslovačke u kojoj je ostala sve do nastanka samostalne Slovačke 1993.

## Znamenitosti
Najvažnija znamenitost je Nitranski dvorac (stari grad) koji je građen u 11. st. po uzoru na Praški dvorac). U sklopu dvorca je katedrala sv. Emeráma. Značajno je kazalište Andreja Bagara. Postoji Muzej Velikomoravske kneževine na trgu Svätopluka.

## Stanovništvo
| Godina:     | 1994.  | 2004.   | 2014.   | 2024.   |
| ----------- | ------ | ------- | ------- | ------- |
| Broj ljudi: | 87 127 | 85 742  | 78 033  | 75 945  |
| Razlika:    |        | -1,58 % | -8,99 % | -2,67 % |

| Godina:     | 2023.  | 2024.   |
| ----------- | ------ | ------- |
| Broj ljudi: | 76 499 | 75 945  |
| Razlika:    |        | -0,72 % |

Prema procjeni stanovništva iz 2005. godine grad je imao 85.172 stanovnika.

### Etnički sastav
- Slovaci – 95,4 %
- Mađari – 1,7 %
- Česi –  0,9 %
- Romi – 0,4 %

### Religija
- rimokatolici – 74,2 %
- ateisti – 17,2 %
- luterani – 2,8 %

(etnički sastav i religija su prema službenome popisu stanovništva iz 2001. godine)

## Poznate osobe
- Ernest Horniak (*1907 – † 1979), SDB, rimokatolički svećenik, religijski zatvorenik (osuđen na 12 godina zatvora).[7]

## Gradovi prijatelji
| - Gosford, Australija - Zielona Góra, Poljska(od 1992.) - České Budějovice, Češka - Zoetermeer, Nizozemska - Kroměříž, Češka |  | - Spišská Nová Ves, Slovačka - Osijek, Hrvatska - Bački Petrovac, Srbija - Naperville, SAD |

## Vanjske poveznice
- Službena web-stranica grada
- Slike, vijesti i događanja u gradu

### Ostali projekti
|  | Zajednički poslužitelj ima još gradiva o temi Nitra |